# Игнатов, Николай Анатольевич
Николай Анатольевич Игнатов (род. 22 апреля 1978, Москва) — российский хоккеист, защитник. Мастер спорта России (1996).

## Биография
Начинал заниматься хоккеем в школе «Крыльев Советов», тренер Константин Иванович Смирнов. Выпускник ЦСКА. в сезоне 1994/95 дебютировал в Открытом чемпионате России в составе «ЦСКА-2». На драфте НХЛ 1996 года был выбран в 6-м раунде под общим 152-м номером клубом «Тампа-Бэй Лайтнинг». Выступал за клубы ЦСКА (1996/97 — 2000/01), «Крылья Советов» (2001/02), «Металлург» Магнитогорск (2002/03 — 2003/04, 2007/08), «Ак Барс» (2004/05), «Локомотив» Ярославль (2005/06), ХК МВД (2006/07), «Авангард» (2006/07 — 2007/08), «Дмитров» (2007/08), «Рысь» (2008/09, 2009/10), «Химик» Воскресенск (20078/09), «Молот-Прикамье» (2009/10 — 2010/11), «Сарыарка» (Казахстан, 2010/11), «Рязань» (2010/11).
Чемпион Европы среди юниоров 1996.
С 2014 года — тренер в школе «Серебряные акулы» Москва.